# Wet op de Terugkeer

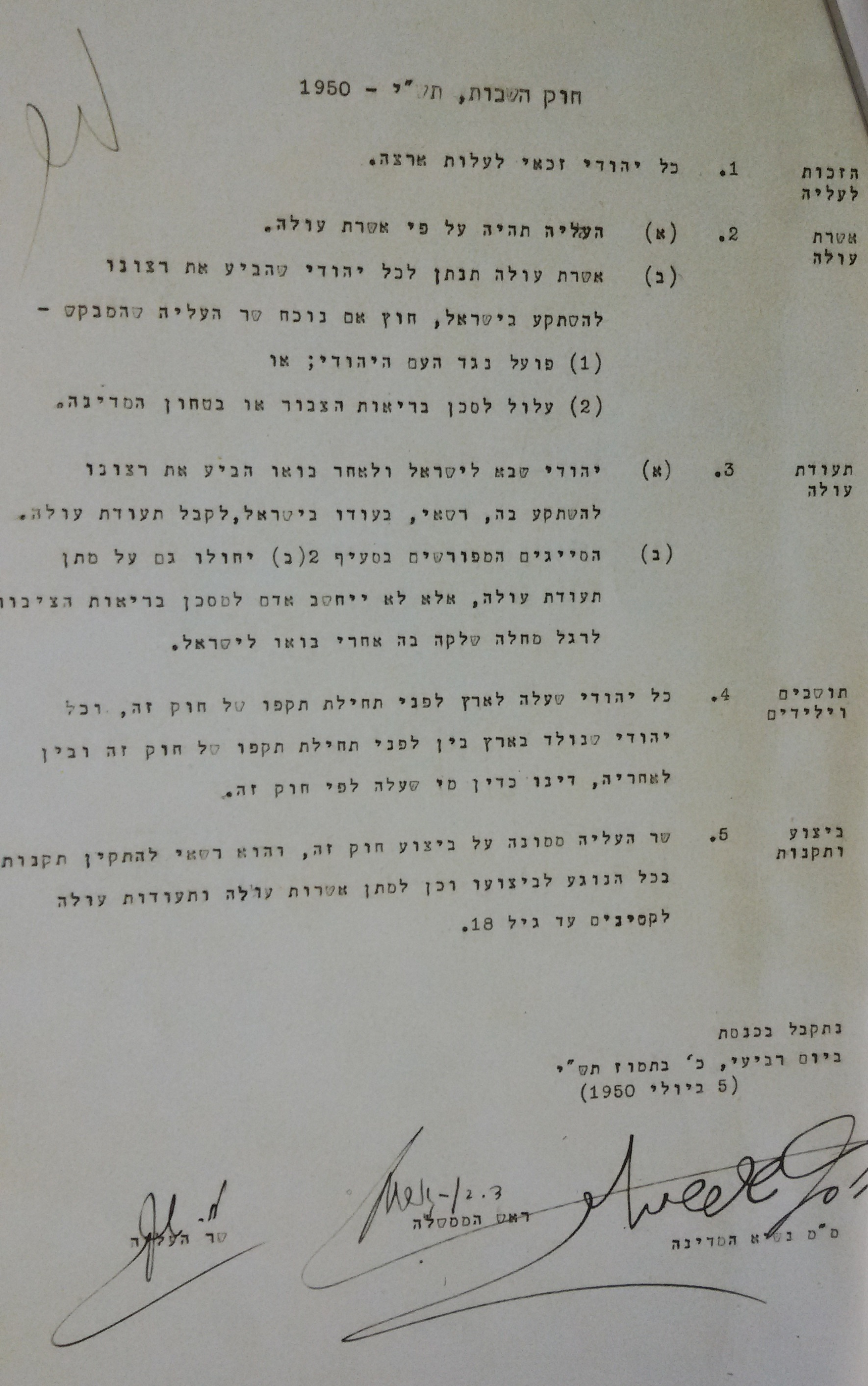
Oorspronkelijke tekst van de Wet op de Terugkeer

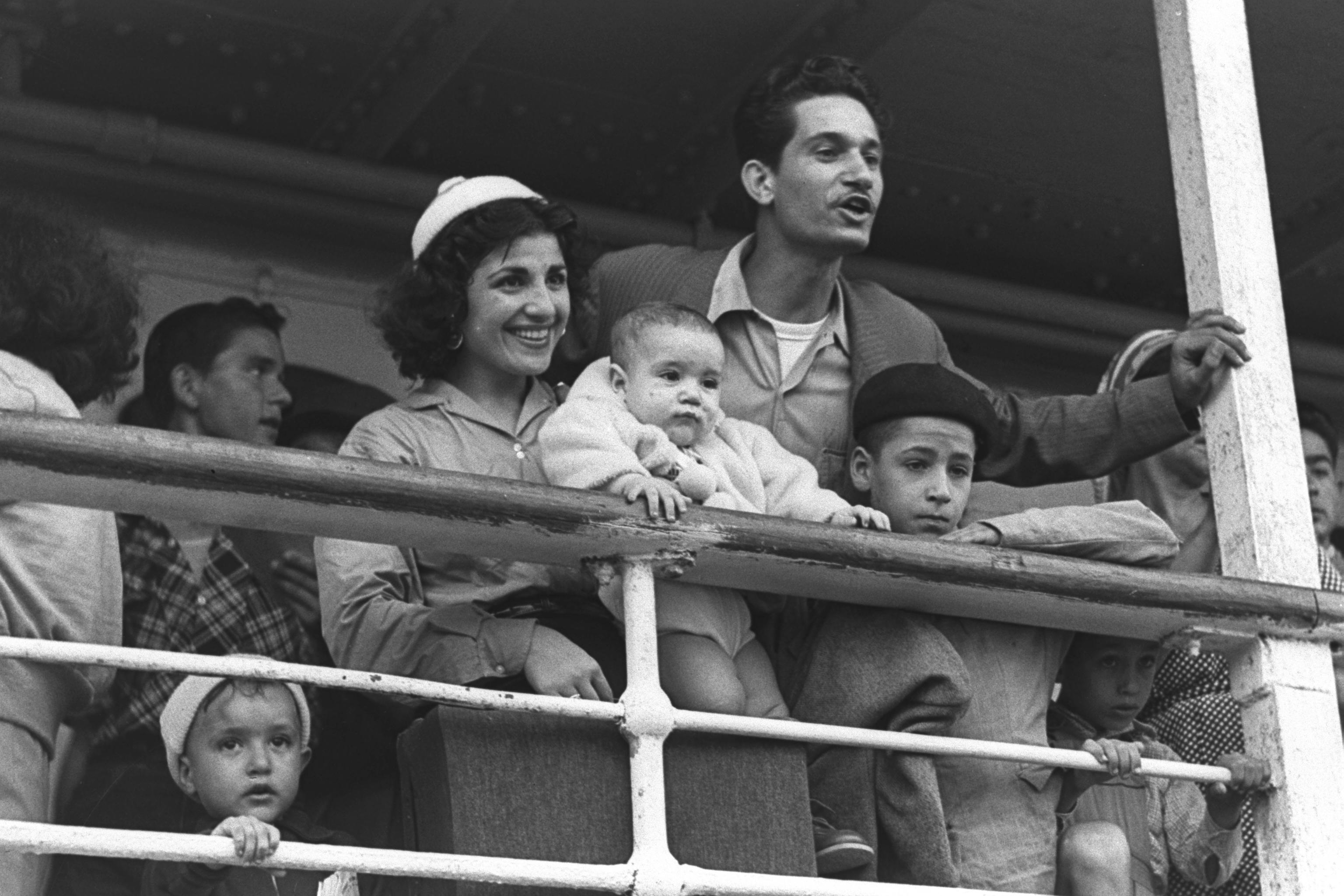
Marokkaanse Joden arriveren in 1954 in de haven van Haifa op grond van de Wet op de Terugkeer

De Wet op de Terugkeer (Hebreeuws: חוק השבות, Engels: The Law of Return) is een Israëlische wet die dateert van 5 juli 1950. Hierin staat vermeld dat iedereen waar ook ter wereld die van (gedeeltelijke) Joodse komaf is, het recht heeft zich in Israël te vestigen en het Israëlische staatsburgerschap te verkrijgen.

## Inhoud
Uitgezonderd van deze wet zijn die Joden die als een gevaar voor de Israëlische maatschappij worden beschouwd (bijvoorbeeld misdadigers) of die worden geacht hun Joodse identiteit te hebben verloren doordat ze zijn overgegaan van het jodendom naar een andere godsdienst. Het laatste kwam tot april 2008 nogal eens voor bij Messiasbelijdende Joden en bij andere Joden die zich tot het christendom hadden bekeerd. Door een uitspraak van het Israëlisch hooggerechtshof op 16 april 2008 is het voor deze groep nu wel mogelijk het Israëlisch staatsburgerschap te verkrijgen.
In 1952 werd per amendement aangegeven dat ieder persoon die op grond van de Wet op de Terugkeer Israël mag binnenkomen, gelijk bij aankomst in het land het staatsburgerschap wordt toegekend.
De Wet op de Terugkeer gaat bij de bepaling van wanneer men als Joods wordt beschouwd niet uit van hoe het jodendom dit opvat maar hanteert een ruimere maatstaf. Men wordt als Joods aangemerkt wanneer men ten minste een Joodse grootouder heeft of wanneer men met een Jood is getrouwd. Israël koos indertijd voor deze ruime definitie om een grootschalige immigratie te bevorderen en om aan (half-)Joden die last hadden van antisemitisme de gelegenheid te geven een goed heenkomen te zoeken (de verschrikkingen van de Holocaust lagen nog vers in het geheugen).
Veel personen hebben zich sindsdien met een beroep op de Wet op de Terugkeer in Israël gevestigd. In bepaalde gevallen wordt het Jood-zijn van deze personen in twijfel getrokken omdat hun Joodse identiteit wel erg minimaal is. Dit komt nogal eens voor bij vermeende Joden uit de voormalige Sovjet-Unie en Ethiopië die vanwege de armoede of het geweld zich in Israël willen vestigen, bijvoorbeeld door middel van een schijnhuwelijk met een Jood in het geval van de voormalige Sovjet-Unie. Niet iedereen die zich op grond van de Wet op de Terugkeer in Israël mag vestigen, wordt daarom door het jodendom ook als een (echte) Jood erkend. Volgens het jodendom is men pas Joods wanneer men of een Joodse moeder heeft of op orthodoxe wijze tot het jodendom is overgegaan.